# 세균 협막

빨간색의 바깥쪽 층을 협막이라고 한다. 이 세균은 그람 양성균으로, 따라서 단일 세포막(주황색)과 펩티도글리칸을 포함한 세포벽(보라색)이 그려져 있다.

세균 협막(細菌莢膜, 영어: bacterial capsule) 또는 협막(영어: capsule)은 일부 원핵세포(세균)의 세포벽 바깥에 나타나는 굉장히 큰 구조이다. 협막은 단단히 짜여진 층으로서, 쉽게 씻겨나가지 않으며, 여러 질병의 원인이 되기도 한다.

## 구성
대개 다당류로 구성되어 있으나, 다른 물질로 구성되어 있는 경우도 있다. 예를 들어, 탄저균(B. anthracis)의 협막은 폴리펩티드로 구성되어 있다. 협막에는 염색약이 잘 달라붙지 않아서, 일반적인 염색법으로는 협막을 염색할 수 없다. 협막은 염색이 잘 되지 않으므로, 대신에 배경 및 세균 부분을 어둡게 염색하여 상대적으로 염색이 안된 협막 부분을 확인하는 방법이 있다. 이 때 사용하는 특수한 현미경을 암시야현미경이라고 한다. 암시야현미경을 이용하여 관찰하면 세포 주위에 주위에 비해 엷은 색깔의 고리 모양의 띠가 둘러져 있는 것을 확인해 볼 수 있다.

## 기능
협막은 세균이 질병을 일으킬 수 있는 능력을 더 강하게 만들기 때문에 "독성 요인"으로 여겨진다. 예를 들어 협막은 체내 면역세포가 식세포작용을 통해 세균을 처리하지 못하도록 방해한다. 협막은 미끌미끌하고 부서지기 쉬워서 식세포가 세균을 식세포작용을 하려 하면 잘 미끄러져서 도망칠 수 있다. 식세포작용이 정상적으로 일어나기 위해서는 협막에 특이적으로 결합하는 항체가 필요하다. 또한, 협막에는 물이 포함되어 있어 세균이 건조되는 것을 방지한다. 그 외에도 협막은 세균성 바이러스, 그리고 계면활성제 같은 대부분의 소수성 독성물질이 들어오는 것을 막는 역할도 한다. 한 종류의 협막은 한 종류의 항체와만 특이적으로 결합할 수 있다. 협막은 세포가 표면에 잘 달라붙도록 도와주기도 한다.

## 연상법
협막을 가진 항원을 외우기 위해 흔히 이용되는 연상법은 다음과 같다.
"Even Some Super Killers Have Pretty Nice Capsules"
이는 차례대로 대장균(Escherichia coli), 폐렴 연쇄상구균(Streptococcus pneumoniae), 살모넬라(Salmonella), 폐렴 막대균(Klebsiella pneumoniae), 헤모필루스 인플루엔자(Haemophilus influenzae), 녹농균(Pseudomonas aeruginosa), 수막염균(Neisseria meningitidis), 크립토코쿠스 네오포르만스(Cryptococcus neoformans)의 첫글자를 따온 것이다.
이 중 녹농균(P. aeruginosa)과 폐렴 막대균(K. pneumoniae)은 ESKAPE에도 속한다.

## 협막의 확인
1. Indian ink 염색법: Indian ink는 협막을 염색하지 못하므로 협막이 세포 주위에 달무리처럼 나타난다.
2. 혈청학적 방법: 협막은 항원으로 작용할 수 있으므로 특정 항체와의 반응 여부를 통해서 존재 유무를 확인해볼 수 있다. 항체와 반응한 협막은 현미경으로 관찰했을 때 "부풀어 오른 것처럼"보인다. 이 반응을 퀘링반응이라고 부른다.
3. 특수 협막 염색: 구리염을 매염제로 사용하여 협막을 염색시키는 방법.

## 백신으로의 이용
협막은 일부 유기체에서 효과적인 백신으로 이용되고 있다. 예를 들어 헤모필루스 인플루엔자(H. influenzae)에 대한 백신이나 폐렴구균(S. pneumoniae)에 대한 백신은 세균의 협막으로 만든 것이다.

## 같이 보기
- 세균
- 퀘링반응: 항원-항체 반응을 이용하여 현미경으로 협막을 관찰할 수 있도록 만드는 방법.
- 속섬유막
- ESKAPE